# Ferdinando Resta Pallavicino
Don Ferdinando Resta Pallavicino, nato Resta, cognome modificato con regio decreto del 15 gennaio 1891 (Milano, 29 febbraio 1860 – Trecella, 21 maggio 1933), è stato un imprenditore e politico italiano.
Patrizio milanese, ereditò il titolo di conte e fu creato I Marchese Pallavicino nel 1910.